# عبله کامل
عبله کامل (عربی: عبلة كامل محمد عفيفى؛ زادهٔ ۱۷ سپتامبر ۱۹۶۰) هنرپیشه اهل مصر است. وی از سال ۱۹۸۵ میلادی تاکنون مشغول فعالیت بوده‌است.